# Departamento Chacabuco (San Luis)
Chacabuco es un departamento del noreste de la provincia de San Luis, Argentina. Es el departamento menos extenso de la provincia con una superficie de 2.416,7 km² y limita con los departamentos de Junín al norte, Libertador General San Martín y Coronel Pringles al oeste, Pedernera al sur, y al este con la provincia de Córdoba a través de las Sierras de Comechingones.

## Localidades y gobiernos locales
El departamento comprende 9 localidades con gobiernos locales, todas con gobiernos locales, cuyos ejidos municipales si bien son colindantes, no ocupan la totalidad del territorio departamental. 
Se encuentran categorizados en 3 municipios:
- Concarán
- Naschel
- Tilisarao

Y 6 comisiones municipales, todas con un intendente comisionado:
- Cortaderas
- Papagayos
- Renca
- San Pablo
- Villa del Carmen
- Villa Larca

## Parajes
- Balcarce
- Canal Norte
- Cuatro Esquinas
- El Churrasco
- El Porvenir
- El Recuerdo
- El Sauce
- El Sifón
- El Tala
- La Celestina
- La Estanzuela
- La Suiza
- Las Canteras
- Las Rosas
- Los Lobos
- Los Quebrachos
- Loma Verde
- Ojo de Agua
- Punta del Monte
- San Felipe
- San Miguel
- Santa Martina

## Demografía

### Estructura
Según el censo 2022 la población total del departamento es de 26 557personas, repartidas en 13 379 mujeres y 13 178 hombres, con un índice de masculinidad de 98,5 hombres por cada 100 mujeres. 
La edad mediana de la población es de 34 años (34 años entre las mujeres y 33 años entre los hombres).
El 12,7% de la población tiene más de 65 años (frente al 10,5% en 2010), y el 2,6% de la población tiene más de 80 años (frente al 2,1% en 2010)

### Salud y educación
El 59,8% de la población tiene al menos un tipo de cobertura de salud. 
Unas 7 875 personas asisten a algún tipo de establecimiento educativo de cualquier nivel y unas 2 123 personas tienen un título terciario o superior (12,7% sobre el total de la población instruida). La tasa de alfabetización es del 98,7

### Migraciones

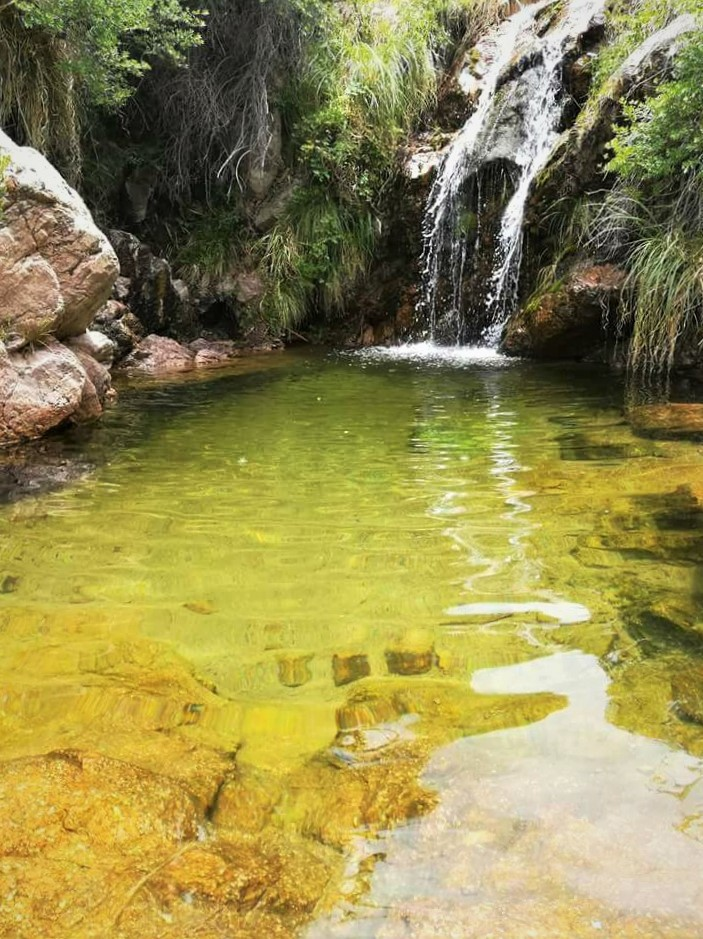
Laguna Milagrosa, en Villa Larca

De las personas residentes en el departamento, unas 7 900 (29,7% del total de población) nacieron en otra provincia, y unas 303 (1,1% del total de población) lo hicieron fuera del país, siendo los grupos de inmigrantes más numerosos los provenientes de:
- Bolivia: 37 personas
- Chile: 32 personas
- Paraguay: 25 personas
- Colombia: 17 personas
- España: 15 personas

### Hogares
En el departamento hay un total de 10 312 viviendas  y 9 578 hogares. 
En cuanto al régimen de tenencia y regularidad de la propiedad de las viviendas, el 57,7% es propia, el 20,3% es alquilada, el 9,7% es cedida o prestada, y el resto se encuentra en otra situación.
Sobre el total de hogares, 8 844 (92,3% del total) tienen acceso a red pública de agua corriente, 5 359 (55,9% del total) tienen desagüe y descarga a red pública cloacal, 3 789 (39,5% del total) tienen acceso a red pública de gas, y 7 442 (77,7% del total) tienen acceso a red de internet en la vivienda. 